# Битва под Верками
Битва у села Верки — сражение русско-польской войны 1654—1667 годов, произошедшее 11 (21) октября 1658 года и ставшее началом второго этапа войны.

## Предыстория
В начале марта 1658 года в Варшаве состоялся съезд сенаторов Речи Посполитой, на котором были определены дальнейшие пути внешней политики государства. На съезде было принято решение о созыве 24 июня 1658 года сейма для рассмотрения вопроса об избрании царя Алексея Михайловича на польский трон. Но одновременно 14 марта на съезде было принято решение о вступлении в переговоры с гетманом Выговским о возвращении Войска Запорожского в состав Речи Посполитой (уже в марте 1658 года состоялась встреча посольства Станислава Беневского с представителем гетмана полковником Павлом Тетерей). Для поддержки Выговского к границам гетманства должны били выдвинуться войска великого гетмана литовского Павла Сапеги. В пользу такого решения выступили коронные (польские) сенаторы, которые высказались в пользу заключения мира со Швецией и возобновление войны с Россией. Литовские послы от Жемайтии и Трокского воеводства выступили в пользу скорейшего заключения мира с Россией, но их обращение осталось без ответа. Своё несогласие с политикой коронных сенаторов высказали и литовские гетманы Сапега и Гонсевский.
Литовские сенаторы после съезда отправились в Брест, вотчину гетмана Сапеги, где приняли решение о начале сепаратных переговоров с Россией. Сапега сообщал царю Алексею Михайловичу, что «корунные гетманы и поляки великому государю манят и нарочно срока волочат» и, видя такое, литовцы намерены заявить полякам, что «мы от них отделитца хотим». Сапега даже просил царя Алексея Михайловича прислать к гетману свои войска и выступить самому из Москвы. Начавшиеся после этого переговоры не увенчались успехом, в чем не последнюю роль сыграла вражда гетманов Сапеги и Гонсевского.
К началу сентября 1658 года новая внешнеполитическая позиция Речи Посполитой приобрела реальные очертания. Был составлен реальный план начала военных действий против России. Такое решение было связано со сложившимися внешнеполитическими обстоятельствами. В августе 1658 года шведский король Карл X Густав напал на Данию. В связи с этим можно было не опасаться, что шведские войска начнут активные военные действия против Речи Посполитой. Но главное влияние оказала благоприятная для польской стороны обстановка на Украине.
В результате переговоров с гетманом Выговским к началу июля 1658 года был составлен проект соглашения. 4 августа 1658 года Выговский в очередной раз написал королю Яну Казимиру письмо, в котором заверял короля в своем желании привести Войско Запорожское под власть короля. Гетман заявлял о своей готовности вести войну против неприятелей Речи Посполитой, «особенно Москвы».
10 сентября 1658 года детальный план предстоящей кампании представил канцлер Великого княжества Литовского Христофор Пац. Согласно плану, на помощь гетману Гонсевскому должны были выступить войска великого гетмана Сапеги, которому были высланы универсалы о созыве посполитого рушения. Войска Сапеги должны были зайти в тыл русской армии князя Юрия Долгорукова, которая находилась в Ковне, обеспечив окружение. Важную роль должны были сыграть войска гетмана Выговского. В Варшаве считали, что гетман Выговский уже начал военные действия против русских войск. В Литве помощь гетманам должен был оказать полк чаусского полковника Войска Запорожского наказного гетмана Ивана Нечая, который должен был занять переправы и помешать идущим из России отрядам соединиться с армией князя Долгорукова.
В сентябре 1658 года  виленский воевода князь Михаил Шаховской сообщил в Москву о нападении на русских солдат в Волковысском, Слонимском, Виленском и Трокском поветах. Города Гродно и Новогрудок были блокированы отрядами гетмана Сапеги. Три полка из армии Сапеги появились в Ковенском повете, а гетман Гонсевский перешел Неман.
В это время в Вильне находились русское Великое посольство и комиссары Речи Посполитой, которые вели переговоры о мирном соглашении. Князь Шаховской сообщил великим послам о происходящих событиях, в результате чего послы обратились к гетману Сапеге. Сапега обещал удерживать свои войска от боестолкновений, но потребовал вывести русский гарнизон из Новогрудка. Несмотря на обещания, войска Сапеги продолжили движение в сторону Вильны.
Ввиду наступления войск противника князь Юрий Долгоруков выслал в Вильну драгунский полк полковника Семёна Брынка в 1200 человек. 29 сентября  в 25 верстах от Вильны полк был окружен войсками гетмана Сапеги. Драгуны Брынка стали обозом и организовали оборону. Войска Сапеги «к полковнику и к драгуном приступали жестоким приступом. И полковник де Семен Брынка, с начальными людьми и с драгуны, от полских людей в обоз от приступу отсиделись, и от обозу полских людей отбили, и знамя у полских людей взяли». Великие послы во главе с князем Никитой Одоевским выразили протест комиссарам Речи Посполитой и послали к гетману Сапеге требование пропустить полк Брынка в Вильну и остановить «неправды». Гетман отказался это сделать и встал в 10 верстах от Вильны.
9 октября 1658 года комиссары Речи Посполитой заявили русским великим послам, что они разрывают переговоры, а гетманы «хотят... со князем Юрьем Алексеевичем Долгоруково с товарыщи переведатца».

## Ход сражения
9 октября 1658 года, узнав от князя Одоевского о провале мирных переговоров, князь Долгоруков приказал своим войскам готовиться к бою. Гетман Сапега прислал к князю Долгорукову своего посла вендинского подкормия Валерьяна Курчевского, который попросил отложить бой на завтра и обещал, что гетман и комиссары вступят в переговоры с Великим посольством «о добром деле».
На следующий день сражения не произошло, не было и продекларированных посланцем переговоров. Как вспоминал князь Долгоруков: «и гетман Павел Сопега и королевские комиссары во всем том солгали, и о добром деле говорить не присылали». В тот же день солдаты князя взяли языка, который показал на допросе, что гетманы хотят соединить свои силы для нападения на войска князя.
11 октября у села Верки (сегодня под именем Вяркяй район Вильнюса), стремясь предотвратить соединение гетманских армий, князь Долгоруков напал на войска гетмана Гонсевского. В начале битвы из-за удачных действий литовской кавалерии ситуация складывалась в пользу литовцев, однако два русских пехотных полка, оставленных Долгоруковым в резерве и введённых в бой в критическую минуту, решили сражение. Литовцы бежали, оставив своего гетмана и весь обоз в руках русских. Как писал Долгоруков: «Винценция Корвина подскарбия великаго гетмана польнаго Гонсевского взяли, и обоз его, и в обозе шатры его, и бунчук и знамя его гетманское, и литавры, и знамёна гусарских, и рейтарских, и козацких, и драгунских рот и полку его гетмана Гонсевскаго полковников, и подполковников, и ротмистров, и капитанов, и поручиков, и королевских стольников, и иных чинов многих людей взяли-же. А ратных людей его, гетмана Гонсевскаго полку, побили на голову; и твои ратные люди его, гетмана Гонсевскаго, ратных людей секли на 15 верстах».
Великий гетман Сапега в это время попытался захватить Вильну и даже успел ворваться в город через остробрамские ворота, но его хоругви были отбиты и отступили. Узнав о поражении войск Гонсевского, Сапега «от Вильны пошел прочь по Новогродской дороге к реке к Неману».

## Последствия
Победа была полная, но Долгоруков не сумел ей воспользоваться. Из-за разорения местности армия князя оказалась без хлеба и конских кормов. 19 октября, оставив в Вильне с князем Шаховским 1500 солдат полковника Якова Урвина, князь оставил позицию и отступил к Шклову.
7 ноября армия князя вышла к Шклову, но оказалось, что местность была разорена войсками Выговского: «А Шкловский уезд, около города Шклова, села и деревни позжены, и конских кормов нет от войны черкасских полковников Нечая и Мурашки с черкасы». В середине ноября армия князя Долгорукова пришла в Смоленск.
Несмотря на объективные причины, царь Алексей Михайлович не одобрил такого решения князя Долгорукова. Царь писал князю: «Какая тебе честь будет, как возьмут Ковно или Гродно?». В результате отступления армии Долгорукова русские гарнизоны в Вильне, Ковнах, Новогрудке и Гродно оказались в осаде.